# Sacra Famiglia (Rembrandt)
Sacra Famiglia è un dipinto a olio su tela (183,5x123,5 cm) realizzato nel 1635 circa da Rembrandt Harmenszoon Van Rijn.
È conservato nella Alte Pinakothek di Monaco.
L'opera è firmata e datata "REMBRANDT F. 163(.)".